# Bushy Park
Bushy Park to drugi pod względem wielkości spośród królewskich parków w Londynie. Zajmuje 445 hektarów (1099 akrów). Mieści się w gminie Richmond upon Thames w południowo-zachodnim Londynie, na północ od Pałacu Hampton Court i Parku Hampton Court. Jego większa część jest otwarta dla zwiedzających. Żyją w nim liczne zwierzęta, w tym jelenie i daniele.
Kiedy w 1529 Henryk VIII odebrał Pałac Hampton Court Tomaszowi Wolseyowi, wszedł w posiadanie także trzech parków, które wchodzą w skład obecnego Bushy Park – Hare Warren, Middle Park i Bushy Park. Jako zapalony myśliwy król przeznaczył te tereny na polowania na jelenie. Jego następcy upiększyli park, budując w nim m.in. liczne stawy. W 1639 Karol I dodał 19-kilometrowy kanał Longford River, który dostarczał wodę do Pałacu Hampton Court. Niewiele później powstała Aleja Kasztanowa prowadząca do Lion Gate, jednej z bram do ogrodów Pałacu Hampton Court. Aleja i Fontanna Aretuzy (zwana też Fontanną Diany) zostały zaprojektowane przez Christophera Wrena. Podczas I wojny światowej w Bushy Park znajdował się szpital dla kanadyjskich żołnierzy, a część parku przeznaczono pod uprawy. W okresie międzywojennym w parku znajdował się obóz dla niedożywionych dzieci. Podczas II wojny światowej część parku ponownie posłużyła jako ziemia uprawna. Od 1942 mieściła się tu kwatera Alianckich Sił Ekspedycyjnych (Camp Griffiss), w której generał Dwight Eisenhower planował lądowanie w Normandii.
Pierwotnie stworzony dla królewskich sportów, Bushy Park jest teraz siedzibą Teddington Rugby Club i Teddington Hockey Club. 